# イアン・シンクレア (声優)
イアン・シンクレア（Ian Sinclair、1984年3月2日 - ）はアメリカ合衆国の声優・俳優。ファニメーションやセンタイ・フィルムワークスの作品で声優だけでなく、ボイスディレクターも務めている。多くの日本のテレビアニメの英語版で吹替を担当している。

## 略歴
1984年3月2日にアメリカ合衆国テキサス州ダラスで生まれる。大学で演劇を学んでいた2年生の時から声優として活動し、ダラスやフォートワースでプロの俳優として数多くの舞台に立っている。
2014年3月2日に発表された第2回（2013年度）BTVA（Behind The Voice Actors）アニメ吹替賞（Anime Dub Awards）の年間男性声優部門（Voice Actor of the Year）でピープルズ・チョイス・アワード（People's Choice Award）を受賞している。同賞では『トリコ』のトリコ役でテレビアニメシリーズ/OVA部門最優秀主演男性声優賞（Best Male Lead Vocal Performance In An Anime Television Series/OVA）にもノミネートされたが、受賞はならなかった。

## 吹替作品

### アニメ
2004年
- 頭文字D（二宮大輝）

2007年
- BAMBOO BLADE（石田虎侍）
- CLAYMORE（ザキ）
- エル・カザド（ダグラス・ローゼンバーグ）

2008年
- 黒執事（バルドロイ）
- キャシャーン Sins第3話「苦悩の果てに」（アコーズ）
- Mnemosyne-ムネモシュネの娘たち-（島崎省吾）

2009年
- バッカーノ!（ダラス・ジェノアード）
- FAIRY TAIL（ボラ、カワズ）
- 鋼の錬金術師 FULLMETAL ALCHEMIST（リアム）
- ヘタリア Axis Powers（ロマーノ）

2010年
- バカとテストと召喚獣（長谷川）
- 大江戸ロケット（遠山金四郎）
- セキレイ（瀬尾香）
- 伝説の勇者の伝説（ライナ・リュート）

2011年
- フラクタル（タカミー）
- 未来日記（平坂黄泉 - 12th）
- ラストエグザイル-銀翼のファム-（オーラン）
- レベルE（コリン）
- マケン姫っ!（大山タケル）
- 海月姫（鯉淵修）
- ロザリオとバンパイア（森丘銀影）
- 狼と香辛料II（マルク・コール)

2012年
- APPLESEED XIII（アルケイデス）
- B型H系（松尾大祐）
- オオカミさんと七人の仲間たち（羊飼士狼）
- パンティ&ストッキングwithガーターベルト（チャック）
- 屍鬼（辰巳）
- トリコ（トリコ）

2013年
- アクエリオンEVOL（モロイ・ドレッツァ）
- ONE PIECE（ブルック）
- ONE PIECE FILM STRONG WORLD（ブルック）
- Free!（山崎宗介）
- カーニヴァル（平門）
- 灼眼のシャナ（田中栄太）

2014年
- ROBOTICS;NOTES（怒濤ゲンキ）
- 進撃の巨人（ナイル・ドーク）
- ベン・トー（二階堂連）
- ディーふらぐ!（長山ひろし）
- ドラゴンボールZ 神と神（ウイス）
- ヨルムンガンド（アール/レナート・ソッチ）
- 神様はじめました（乙比古）
- ONE PIECE FILM Z（ブルック）
- PSYCHO-PASS サイコパス（大倉信夫）
- スペース☆ダンディ（ダンディ）

2015年
- 血界戦線（ザップ・レンフロ）
- デス・パレード（立石洋介）
- ドラゴンボールZ 復活の「F」（ウイス）
- GANGSTA.（ウォリック・アルカンジェロ）
- ノラガミ（大黒）
- ノブナガン（ジョン・ハンター）
- ピンポン THE ANIMATION（真田昌幸）
- 終わりのセラフ（君月士方）
- SHOW BY ROCK!!（ヤイバ）
- ソウルイーターノット!（星☆茜）
- 東京喰種トーキョーグール（万丈数壱）
- 東京レイヴンズ（阿刀冬児）
- 機巧少女は傷つかない（フェリクス・キングスフォート）
- 暁のヨナ（キジャ）
- アルスラーン戦記（ラジェンドラ）

2016年
- 赤髪の白雪姫（ミツヒデ・ルーエン）
- 残響のテロル（羽村）
- 魔弾の王と戦姫（ジェラール＝オージェ）
- バケモノの子（多々良）
- 暗殺教室（死神）
- 神撃のバハムート GENESIS（ファバロ・レオーネ）
- プリンス・オブ・ストライド オルタナティブ（鴨田慶）
- 天空のエスカフローネ（ガデス）
- Dimension W（サルバ＝エネ＝ティベスティ王子）
- 俺、ツインテールになります。（フリイギルディ）
- エンドライド（エミリオ＝ラングハイム）
- 僕のヒーローアカデミア（障子目蔵）
- はんだくん第1話（もりやまだ のぼる）
- チア男子!!（堂本仁）
- 初恋モンスター（多賀敦史）
- ネトゲの嫁は女の子じゃないと思った?（ロン）
- パズドラクロス（ニュード）
- ダンガンロンパ3 -The End of 希望ヶ峰学園-（逆蔵十三）
- D.Gray-man HALLOW（神田ユウ）
- SERVAMP-サーヴァンプ-（ロウレス）
- アクエリオンロゴス（たなか）
- 刀剣乱舞-花丸-（蜂須賀虎徹）
- ドリフターズ（土方歳三）
- ナンバカ（双六一）
- 戦国BASARA Judge End（酒井忠次）
- ALL OUT!!（大原野越吾）
- ユーリ!!! on ICE（チェレスティーノ・チャルディーニ）
- 競女!!!!!!!!（ささき じゅん）

2017年
- ドラゴンボール超（ウイス）
- ACCA13区監察課（グロッシュラー）
- ONE PIECE FILM GOLD（ブルック）
- 風夏（矢矧伸明）
- チェインクロニクル 〜ヘクセイタスの閃（ひかり）〜（アインスロット）
- 幼女戦記（ピエール・ミシェル＝ド・ルーゴ）
- AKIBA'S TRIP -THE ANIMATION-（天川太陽）
- 月がきれい（立花大輔）
- 銀の墓守り（リング）
- 戦国無双（直江兼続）
- GOSICK -ゴシック-（マクシム）
- ロクでなし魔術講師と禁忌教典（レオス＝クライトス）
- コードギアス 亡国のアキト（ラウス・ウォリック）
- 氷菓（遠垣内将司）
- うしおととら（秋葉流、求嵐）
- 最遊記RELOAD BLAST（沙悟浄）
- コンビニカレシ（坂本真）
- NEW GAME!（ダンディーマックス）
- 虐殺器官（ウィリアムズ）
- 宇宙パトロールルル子（ガッツ星人）
- 十二大戦（失井/樫井栄児）
- Dies irae（ヴァレリア・トリファ（英語版））
- ネト充のススメ（小岩井誉）
- Code:Realize 〜創世の姫君〜（エイブラハム・ヴァン・ヘルシング）
- ブラッククローバー（マグナ・スウィング）
- タブー・タトゥー（カラム）
- ハンドレッド（ジュダル・ハーヴェイ）
- 無彩限のファントム・ワールド（アルブレヒト）

2018年
- ポプテピピック（ピピ美） ※第1話前半、「ボブネミミッミ」のコーナー、第7話の高速紙芝居「ヘルシェイク矢野」コーナー
- 博多豚骨ラーメンズ（原田正太郎）
- 伊藤潤二『コレクション』第7話「道のない街」（切り裂きジャック）
- ゴールデンカムイ（杉元佐一）
- 銀河英雄伝説（ヤン・ウェンリー）
- ハイキュー!!（木兎光太郎）

2019年
- ドラゴンボール超 ブロリー（ウイス）
- 炎炎ノ消防隊 (ヴィクトル・リヒト)
- ダンベル何キロ持てる? (ナラトル)
- 歌舞伎町シャーロック (シャーロック・ホームズ)
- 明治東亰恋伽 (松旭斎天一)

2020年
- 地縛少年花子くん (土籠)
- 食戟のソーマ 豪ノ皿 (薙切薊)
- フルーツバスケット (草摩紅野)
- プランダラ (阿久井玄治)

### コンピュータゲーム
2009年
- Borderlands（フリント）

2011年
- ドラゴンボール アルティメットブラスト

2012年
- Borderlands 2（プロフェッサー ナカヤマ、Jimbo Hodunk）

2014年
- ドラゴンボールZ BATTLE OF Z（ウイス）
- Borderlands: The Pre-Sequel（英語版）（プロフェッサー ナカヤマ、Herbert Plattz）

2015年
- テイルズ オブ ゼスティリア（ザビーダ）

2016年
- ストリートファイターV（ラシード）
- バトルボーン（モンタナ）
- 英雄伝説 閃の軌跡II（トヴァル・ランドナー）
- ドラゴンボール ゼノバース2（ウイス）

2017年
- テイルズ オブ ベルセリア（ザビーダ）
- ファイアーエムブレム ヒーローズ（ベルクト）
- ファイアーエムブレム Echoes もうひとりの英雄王（ベルクト）

2018年
- ドラゴンボール ファイターズ（ウイス）
- BLAZBLUE -CROSS TAG BATTLE-（ゴルドー）

2019年
- Borderlands 3（キャプテン・トラウント、フィルム・バフ、ジェンセン）

### 実写
2017年
- シン・ゴジラ（安田龍彦〈高橋一生〉）

## 主な出演作品
- ジャッジメント・フライ Chariot (2013) - エイデン役 ※日本劇場未公開